# Mendosoma lineatum
Mendosoma lineatum és una espècie de peix pertanyent a la família dels làtrids i l'única del gènere Mendosoma.

## Descripció
- Pot arribar a fer 40 cm de llargària màxima.
- És de color verd oliva fosc al dors, pàl·lid als flancs i platejat al ventre. El dors i els flancs són ratllats longitudinalment amb línies verdes i petits punts de color blau.
- 22-25 espines i 23-27 radis tous a l'aleta dorsal i 3 espines i 17-21 radis tous a l'anal.
- 42-46 vèrtebres.[3][4]

## Depredadors
A Santa Helena és depredat per Thyrsites atun i pingüins.

## Hàbitat
És un peix marí, demersal i de clima temperat que viu entre 0-20 m de fondària. Els joves són probablement pelàgics.

## Distribució geogràfica
Es troba a l'illa Amsterdam, Austràlia, Xile, Nova Zelanda, Santa Helena i l'illa de Sant Pau.

## Observacions
És inofensiu per als humans.